# Žarko Radić

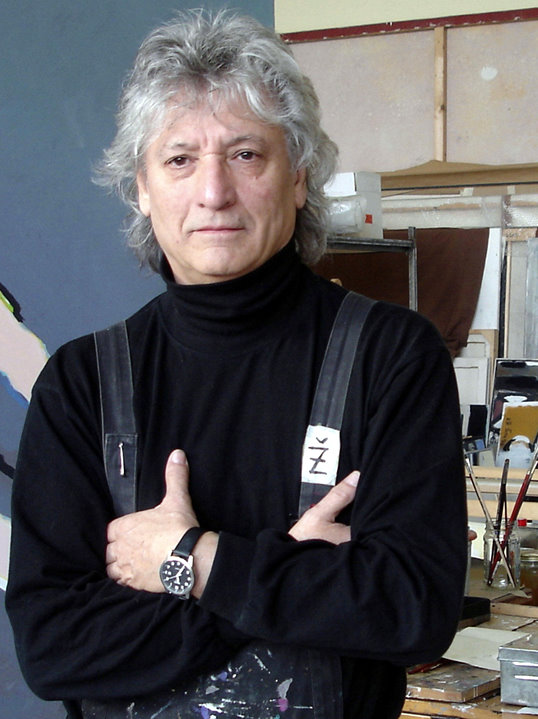
Zarko Radic im Atelier

Zarko Radic (* 20. November 1932 in Užice, Königreich Jugoslawien, mit Pseudonym ZARA) ist ein deutscher Künstler.

## Leben
Von 1950 bis 1956 studierte Radic Freie Malerei an der Kunsthochschule in Novi Sad und anschließend an der Universität der Künste Belgrad. Von 1964 bis 1979 war er am Staatstheater Stuttgart für die Theatermalerei verantwortlich – in Zusammenarbeit mit Achim Freyer, Jürgen Rose, John Cranko, Jiří Kylián und dem damaligen Schauspieldirektor Claus Peymann. Als Claus Peymann 1979 die Intendanz am Schauspielhaus Bochum übernahm, folgte er seiner Einladung. Von 1979 bis 2000 arbeitete Zarko Radic als Theatermaler am Bochumer Schauspielhaus. Zwischenzeitlich hatte er Gastengagements in Opéra National de Lyon und in Théâtre de la Monnaie in Brüssel und wurde 1995 mit dem Kunststipendium der Aterana-Stiftung, Fürstentum Liechtenstein ausgezeichnet. Seit 2000 arbeitet Zarko Radic ausschließlich als freischaffender Künstler in Bochum. Er ist bekannt unter seinem Pseudonym ZARA. Eine enge Zusammenarbeit verbindet Radic mit dem Bochumer Autor und ehemaligen WAZ-Kulturredakteur Werner Streletz, für den er zahlreiche Buchillustrationen und überdimensionale Zeichnungen zu Hörspielen anfertigte.

## Werk
Das Werk  von Zarko Radic ist gekennzeichnet durch einen variierten Dialog zwischen Figuration, Abstraktion und gegenständlicher Malerei. Fiktion und Realität vermischen sich ineinander und sind für die kraftvolle assoziative Formensprache des Künstlers richtungsgebend. Seine Werke sind Szenarien des öffentlichen Lebens. Sie wirken magisch und rätselhaft. Die konzeptionellen Abstraktionen mit ihren figurativen Bezügen lassen dem Betrachter verschiedene Deutungsräume offen und schärfen seinen Blick für die Unergründlichkeit – stets nur in Ansätzen erfassbaren – Welt.

## Werke in öffentlichen Sammlungen und Räumen
Die Arbeiten von Zarko Radic befinden sich in öffentlichen Sammlungen und Räumen. Dazu gehören das Oberlandesgericht Düsseldorf, das Landgericht Bochum, das Rathaus Bochum, das Museum Bochum – Kunstsammlung, das Haus der Kunst Brünn/Tschechien, das Museum Banegården Kunst & Kultur in Aabenraa Dänemark sowie das Fürstentum Liechtenstein.

## Ausstellungen (Auswahl)
- 1957: Museum Belgrad, Serbien
- 1958: Nationaltheater Belgrad, Serbien
- 1977: Kunsthalle Pula, Kroatien
- 1978: Galerie Spectra, Stuttgart
- 1981: Emschertal-Museum Schloss Strünkede
- 1982: Galerie Nova, Hagen
- 1986 Museum Bochum – Kunstsammlung; Kunsthalle Paderborn
- 1987: Rheingalerie Düsseldorf
- 1988: Galerie Kosmos, Essen
- 1989: Galerie Bo 7, Bochum
- 1990 Galerie ART-Vision, Düsseldorf
- 1994: Galerie im Lucas-Cranach-Haus, Weimar
- 1995 Otto-Richter-Kunsthalle, Würzburg
- 1996 Städtische Galerie, Gladbeck; Kunstverein Bergneustadt
- 1999: Museum Banegården, Aabenraa, Dänemark
- 2001: Museum Bochum – Kunstsammlung; Galerie Haus Herbede, Witten; Galerie Empire Art, Mainz
- 2002: Städtisches Koenraad-Bosman-Museum, Niederrhein
- 2004: Galerie Claudia Böer, Hannover
- 2006: Galerie Sulegaarden, Assens, Dänemark
- 2007: Oberlandesgericht Düsseldorf; Kunsthalle Villa Kobe, Halle (Saale)
- 2008/09, 2012: NordArt – Internationale Kunstausstellung, Schleswig-Holstein
- 2011: Kunstverein Bergneustadt
- 2013: Galerie ICON, Berlin
- 2014:  Galerie Kunst am Gendarmenmarkt, Berlin
- 2015: Galerie am Starnberger See, Feldafing
- 2016: Art Innsbruck, Syrlin Kunstverein, Stuttgart; Kölner Liste, Galerie Kunst am Gendarmenmarkt, Berlin; Kunstverein Gräfelfing, München

## Auszeichnungen und Preise
- 1995: Stipendium der Aterana-Stiftung, Fürstentum Liechtenstein